# Síndrome de Nimega
El síndrome de Nimega, también conocido como síndrome de Nijmegen es una rara enfermedad congénita de origen genético y transmisión autosómica recesiva. Se caracteriza por déficit de inmunidad (inmunodeficiencia), cabeza más pequeña de lo normal (microcefalia) y retraso en el desarrollo. Los pacientes afectados están predispuestos a sufrir infecciones repetidas debido a al déficit de inmunidad y presentan con gran frecuencia cáncer de origen linfático, sobre todo linfoma y leucemia. En la mayor parte de los casos existe una mutación en el gen NBS1 situado en el brazo largo del cromosoma 8 (8q2.1) que provoca un trastorno en las vías de reparación del daño cromosómico ocasionado por fracturas en las cadenas del ADN, lo que produce inestabilidad de los cromosomas y una alta incidencia de aparición de cáncer. El nombre de la enfermedad proviene de la ciudad de Nimega (neerlandés: Nijmegen) en los Países Bajos donde se describió por primera vez.